# Nycerella volucripes
Nycerella volucripes är en spindelart som beskrevs av Galiano 1982. Nycerella volucripes ingår i släktet Nycerella och familjen hoppspindlar. Inga underarter finns listade i Catalogue of Life.